# Pauesia mashobrica
Pauesia mashobrica är en stekelart som beskrevs av Jaroslav Stary och Dinendra Raychaudhuri 1982. Pauesia mashobrica ingår i släktet Pauesia och familjen bracksteklar. Inga underarter finns listade i Catalogue of Life.